# Habl al-Matin
Die persischsprachige Zeitschrift Habl al-Matin (persisch حبل‌المتین, DMG Ḥabl al-matīn, ‚Das feste Band‘) erschien täglich von 1907 bis 1908 in Teheran und gilt als eine der wichtigsten politischen Zeitschriften während der Konstitutionellen Revolution. Es wurde ein Jahrgang mit insgesamt 274 Ausgaben herausgegeben. Die Zeitschrift wurde als Ableger ihres gleichnamigen Vorgängers gegründet, der bereits ab 1893 in Kalkutta publiziert wurde, um die Aktualität der Nachrichten innerhalb des Iran zu gewährleisten. Gründer und Eigentümer waren Moayyed-al-Eslam, der Herausgeber der indischen Habl al-Matin und sein jüngerer Bruder Sayyed Hasan. Ab der 20. Ausgabe bekleidete Shaikh Yahya Kashani, ein bekannter Journalist und Besitzer der Zeitschriften Majles, Irān und Irān-e emruz, das Amt des Herausgebers. Während der Konstitutionellen Revolution nutzte Hasan die Zeitschrift zur Unterstützung der Bewegung. Im Zuge des Coup d´États von Mohammed Ali Schah im Juni 1908 wurde Sayyed Hasan ins Exil verbannt, und die Herausgabe der Zeitschrift endete.